# Mouhijärvi kyrka
Mouhijärvi kyrka (finska: Mouhijärven kirkko) är en kyrka i Mouhijärvi i Sastamala. Den planerades av Pehr Johan Gylich, och invigdes 1858.